# Johann Andreas Stein
Johann Andreas Stein (Heidesheim am Rhein, 16 maggio 1728 – Augusta, 29 febbraio 1792) è stato un artigiano tedesco, produttore di strumenti a tastiera, come organi, clavicordi, clavicembali e pianoforti.

## Biografia
Stein è stato una figura centrale nella storia del pianoforte e importante per la progettazione della cosiddetta Prellmechanik, riconosciuta come riferimento della meccanica tedesca (viennese). Stein imparò il mestiere di costruttore di organi da suo padre a Heidelsheim; dall'agosto 1748 al gennaio 1749 lavorò come operaio presso due botteghe, quella di Johann Andreas Silbermann a Strasburgo e quella di Frantz Jacob Spath a Ratisbona.
Nel 1777 Stein conobbe Mozart ad Augusta. Mozart usó i fortepiani di Stein in un'esecuzione pubblica del triplo concerto del 22 ottobre: i tre solisti furono Mozart, Demmler, l’organista della cattedrale e Stein. Mozart elogiò molto i pianoforti di Stein in una lettera a suo padre.
Due clavicordi di Stein sono sopravvissuti: uno di loro, ora al Museo Nazionale di Budapest, fu acquistato da Leopold Mozart per esercitarsi durante i viaggi. Uno strumento che unisce pianoforte e organo (claviorgano) è ora nel Museo storico di Gothenburg. I pianoforti Stein sono serviti da modello per i costruttori contemporanei come Philip Belt e Paul McNulty.

## Registrazioni
- Ronald Brautigam. Ludwig van Beethoven. Complete works for solo piano, Vol.9. Stein (Paul McNulty). Label: BIS
- Alexei Lubimov and his colleagues. Ludwig van Beethoven. Complete piano sonatas. Played on copies of Stein, Walter, Graf, Buchholtz instruments made by Paul McNulty. Label: Moscow Conservatory Records